# Perkozek gwatemalski
Perkozek gwatemalski, perkoz gwatemalski (Podilymbus gigas) – wymarły gatunek ptaka z rodziny perkozów (Podicipedidae), opisany w 1929 roku, był spokrewniony z perkozkiem grubodziobym (Podilymbus podiceps). Był endemicznym, nielotnym gatunkiem znanym jedynie ze stanowisk na jeziorze Atitlán w Gwatemali. Dzięki prowadzonym nad tym gatunkiem przez 25 lat obserwacjom amerykańskiej ekolog Anne LaBastille dostępne są obszerne materiały dotyczące ich występowania i zachowań.
Perkozek gwatemalski dorastał do 46–50 cm długości. Wydawane odgłosy oraz wygląd zewnętrzny bardzo upodabniały go do perkozka grubodziobego, od którego był jednak sporo większy. Posiadał ciemnobrązowe upierzenie z białymi cętkami po bokach ciała. Głowa była niemal czarna, szyja nakrapiana w ciemnobrązowe plamy wiosną i białe plamy zimą. Nogi były koloru szarego. Kolor dzioba wahał się od białego wiosną do brązowego w innych porach roku. Pośrodku dzioba widniała gruba pionowa opaska. Tęczówki perkoza były brązowe. Ptak charakteryzował się małymi skrzydłami nie umożliwiającymi mu aktywnego lotu.
Gniazdo zawierało zazwyczaj 4–5 jaj, którymi opiekowały się oboje rodziców.
Początkiem zagłady perkozka gwatemalskiego był rok 1958, a później 1960, kiedy to wprowadzono do jeziora Atitlán dwa agresywne gatunki ryb: bassa małogębowego (Micropterus dolomieu) i bassa wielkogębowego (Micropterus salmoides). Ryby te znacznie zredukowały populację krabów i ryb, które były pożywieniem dla perkozka gwatemalskiego. Ponadto ofiarą wprowadzonych do środowiska obcych gatunków ryb często padały pisklęta perkozka. Liczebność populacji w latach 1960–1965 spadła z 200 do 80 osobników. Dzięki staraniom Anne LaBastille w celu utrzymania tego gatunku przy życiu populacja w 1973 roku wzrosła ponownie do 210 osobników. Po trzęsieniu ziemi w Gwatemali w 1976 roku dno jeziora załamało się i poziom wody znacznie opadł, co ponownie spowodowało drastyczny spadek populacji ptaków. W 1983 roku naliczono jedynie 32 osobniki, z czego część uznana została za hybrydy z perkozkiem grubodziobym. Ostatnie dwa osobniki zaobserwowano w 1989 roku. Ostatecznie sklasyfikowano ten gatunek perkoza za wymarły.